# Rudice (Klina)
Pour les articles homonymes, voir Rudice.
Rudicë en albanais et Rudice en serbe latin (en serbe cyrillique : Рудице) est une localité du Kosovo située dans la commune/municipalité de Klinë/Klina et dans le district de Pejë/Peć. Selon le recensement kosovar de 2011, elle compte 446 habitants.

## Démographie

### Évolution historique de la population dans la localité
| 1948 | 1953 | 1961 | 1971 | 1981 | 1991 | 2011 |
| ---- | ---- | ---- | ---- | ---- | ---- | ---- |
| 285  | 312  | 377  | 528  | 708  | 815  | 446  |

|  |

### Répartition de la population par nationalités (2011)
En 2011, les Albanais représentaient 69,73 % de la population, les Égyptiens 25,56 % et les Serbes 4,71 %.